# 櫟刺蚜
櫟刺蚜（学名：Cervaphis quercus）为群蚜科櫟刺蚜屬下的一个种。